# Ediciones Tirso
Ediciones Tirso fue una editorial argentina existente entre 1956 y 1965 y que es considerada la primera de su tipo dedicada a temáticas LGBT en América Latina. La empresa encargada de la distribución oficial de Ediciones Tirso era Distribuidora y Editora Argentina (DEA), con sede en Buenos Aires.

## Historia
Ediciones Tirso fue creada en 1956, un año después de la caída del gobierno de Juan Domingo Perón, por los escritores Abelardo Arias y Renato Pellegrini, con el fin de publicar en Argentina obras de André Gide, Henry de Montherlant y Roger Peyrefitte, entre otros, y que presentaban un contenido homoerótico. El nombre de la editorial hacía referencia al tirso de Dioniso, que según Hans Biedermann representa "un atributo del dios de la embriaguez y del éxtasis", y que poseía un componente fálico.
La primera novela publicada por Tirso fue Amistades particulares de Roger Peyrefitte; anteriormente habían sido publicadas en español por la Editorial Sudamericana todas las obras de dicho autor excepto la antes mencionada debido a su contenido homosexual. También se publicaron obras teatrales, como por ejemplo Un dios para Lesbia (1961) de Raúl Horacio Burzaco.
La editorial tuvo problemas con la censura estatal y el escritor Héctor Murena llegó a denunciarla en 1959, desde la célebre revista Sur, por ser una "editorial especializada en sodomía" que era parte de un proceso mayor de "homosexualización de la sociedad" que, según él, afectaba a la cultura occidental. Describiendo la situación en Argentina, Murena sostenía en aquel entonces que aunque "...en el plano mental se continúa rechazando la homosexualidad, en el profundo nivel instintivo se la acepta, se la celebra incluso".
El proceso judicial ejercido contra Renato Pellegrini en 1964, luego de la publicación de la novela Asfalto, provocó el cierre de Ediciones Tirso al año siguiente. En 1992 Pellegrini reinició la actividad del sello editorial con el apoyo del artista visual Anteo Savi, y publicó nuevas obras aunque sin el contenido homoerótico de su primera etapa además de reeditar Asfalto en 2004 y Saringer en 2006; algunas de las obras nuevas fueron coescritas por Pellegrini y su esposa, María Luisa Rubertino.

## Obras publicadas
El catálogo de obras editadas por Tirso incluye las siguientes publicaciones:

### Narrativa
1956
- Peyrefitte, Roger. Las amistades particulares. (Les amitiés particulières, 1944). Traducción de Abelardo Arias y Renato Pellegrini.
- Montherlant, Henry de. La historia de amor de la rosa de arena. (L’histoire d’amour de la rose de sable, 1954). Trad. Abelardo Arias y Renato Pellegrini.
- Simonin, Albert. ¡Grisbi! (Touchez pas au Grisbi!, 1953). Traducción de Marcelo Menasché. Prólogo de Pierre Mac Orlan.
- Arias, Abelardo. El gran cobarde. Prólogo de Carlo Coccioli.

1957
- Du Gard, Roger Martin. Confidencia africana. (Confidence africaine, 1930). Traducción de Abelardo Arias y Renato Pellegrini.
- Pellegrini, Renato. Siranger.
- Arias, Abelardo. Viaje Latino. Francia, Suiza, Toscania. Prólogo de Francis de Miomandre.

1958
- Green, Julien. El otro sueño (L’autre sommeil, 1931). Traducción de Renato Pellegrini y Abelardo Arias.
- Arias, Abelardo. Álamos talados (1942). Edición corregida.

1959
- Olivari, Nicolás. El almacén. Novela parroquial de Buenos Aires.

1960
- Peyrefitte, Roger. Del Vesubio al Etna. (Du Vésuve à l’Etna, París, 1952). Traducción de Lía Susini, Abelardo Arias y Renato Pellegrini.

1961
- Gide, André. Las cuevas del Vaticano. (Les Caves du Vatican, 1914). Traducción de Abelardo Arias y Renato Pellegrini.
- Peyrefitte, Roger. Los amores singulares. (Les amours singulières, 1949). Traducción de Abelardo Arias y Renato Pellegrini.
- Jouhandeau, Marcel. Crónicas maritales. (Chroniques maritales, 1938). Traducción de Renato Pellegrini y Abelardo Arias.
- Baracchini, Diego. La boca sobre el mármol.

1962
- Gide, André. El regreso del hijo pródigo. Precedido por otros cinco tratados: El tratado de Narciso - La seducción amorosa - El falso profeta - Filocteto o las tres morales - Bethsabé. (Le Retour de l’Enfant Prodigue, París, 1907). Traducción de Renato Pellegrini y Abelardo Arias.
- Richard-Bessière, Francis. Escala entre los humanos. (Escale chez les vivants, 1957).

1963
- B. R. Bruss (seudónimo de René Bonnefoy). Año 2391. (An... 2391, 1952).

1964
- Pellegrini, Renato. Asfalto. Prefacio sin firma de Manuel Mujica Lainez.

### Poesía
1956
- Viel Temperley, Héctor. Poemas con caballos.

1958
- Armani, Horacio. La vida de siempre.

1959
- Baeza Flores, Alberto. Antología de la poesía hispanoamericana.

1960
- Viola, Miguel Ángel. Piedra india.
- Ángel, Héctor Miguel. Los techos.
- Requeni, Antonio. Umbral del horizonte.
- Castelpoggi, Atilio Jorge. Frente del corazón.
- López Noguerol, Osvaldo. Los miedos.

### Teatro
1957
- Arias, Juan. Teatro (Ser un hombre como tú, Jacq, El sumidero). Prólogo de Abelardo Arias.

1958
- Montherlant, Henry de. La ciudad cuyo príncipe es un niño. (La ville dont le prince est un enfant, 1951-1957). Traducción de Abelardo Arias y Renato Pellegrini.

1959
- Coccioli, Carlo. Los fanáticos. Auto de fe.

1961
- Burzaco, Raúl Horacio. Un dios para Lesbia. Pieza teatral en siete movimientos. Solapa de Óscar Hermes Villordo.

### Ensayo
1963
- Manuel Iglesias Ramírez. Federico García Loca, el poeta universal.